# 婁叡
婁 叡（ろう えい、? - 570年）は、北魏末から北斉にかけての軍人。北斉の外戚。字は仏仁。本貫は太安郡狄那県。婁昭君（武明婁皇后）の兄の子にあたる。

## 経歴
北魏の南部尚書の婁抜（婁壮）の子として生まれた。若くして弓射や乗馬を好み、高歓の下で帳内都督をつとめた。中興2年（532年）、高歓が韓陵で爾朱氏を破る（韓陵の戦い）と、婁叡は開府儀同・驃騎大将軍となった。掖県子に封じられ、光州刺史に累進した。任地にあって収奪をほしいままにして高澄の叱責を受けた。後に九門県公に封じられた。北斉が建国されると、領軍将軍の位を受け、安定侯の別封を受けた。瀛州刺史となったが、醜行は改まらなかった。天保7年（556年）4月、魯陽蛮を討って撃破した。皇建元年（560年）、東安王に封じられ、豊州刺史に任じられた。大寧元年（561年）11月、司空となった。河清元年（562年）7月、高帰彦が冀州で反乱を起こすと、婁叡は反乱の鎮圧にあたった。帰還すると、司徒公に任じられた。河清3年（564年）、殺人の罪で尚書左丞の宋仲羨の弾劾を受けたが、赦免された。5月、太尉となった。11月、北周軍を軹関で撃破し、北周の将軍の楊𢷋らを捕らえた。大司馬となり、軍を率いて懸瓠におもむき、豫州の境に100日あまりとどまった。河清4年（565年）4月、法を犯して免官された。天統元年（565年）4月、太尉として再起した。天統2年（566年）10月、再び大司馬となった。天統3年（567年）8月、太傅となった。武平元年（570年）2月5日、死去した。右丞相・朔州刺史の位を追贈された。諡は武恭王といった。

## 子女
- 婁子彦（後嗣）[37][2][8]
- 婁仲彦

## 伝記資料
- 『北斉書』巻15 列伝第7
- 『北斉書』巻48 列伝第40
- 『北史』巻80 列伝第68
- 斉故仮黄鉞右丞相東安婁王墓誌之銘（婁叡墓誌）